# محرشفة
المحرشفة (الاسم العلمي: Hymenolepis) هي جنس من الحيوانات تتبع الفصيلة المحرشفات من رتبة حلقيات المحاجم.

## أنواع المحرشفة
- محرشفة ضئيلة
- محرشفة فولكرتسية
- محرشفة إيرلندية
- محرشفة صغيرة العيون
- محرشفة صغيرة الفويهة
- محرشفة قزمة
- محرشفة منجلية
- محرشفة ويلدية